# Tim Steinfort
Tim Steinfort est un chanteur, auteur, compositeur et guitariste néerlandais de oi! / punk rock, appartenant à la mouvance skinhead. Il est le fondateur des groupes Discharger et plus récemment Haymaker. Il a produit également des albums solo sous son propre nom, dans un registre plus folk et blues.

## Carrière

### Discharger(2004-2016)
Le groupe Discharger est formé au début des années 2000 dans la région d'Amersfoort. Le groupe a commencé aux Pays-Bas avec des concerts live dans un style très oi! (punk) et a évolué vers un punk rock puissant aux accents quelquefois hard rock/heavy metal, aux refrains entraînants,
En 2011, le groupe produit un album avec Jenny Woo : Clockwork Patriots.
Discharger a obtenu une réputation certaine avec les deux derniers albums du groupe, Desecrated Ground et Until We Die, grâce à des titres comme We Are Coming To Your Town ou encore My Rifle. Le groupe tourne en République Tchèque, Allemagne, Pologne et en Angleterre lors de mini festivals.

### Carrière Solo (2015-)
Tim Steinfort a sorti 2 albums solo en 2015 : We Have Angered The Gods et When The Rain Falls.
Dans un style totalement différent de sa carrière dans Discharger et Haymaker, il s'emploie dans de la folk/country américaine teintée de rock, à la guitare acoustique principalement. Sa voix claire et rocailleuse s'exprime ici dans des styles proches de Johnny Cash et Bob Dylan.
Parfois accompagnées à l'harmonica, Tim Steinfort y interprète des mélodies blues / country / rock et aborde des thèmes renouvelés comme l'armée, la misère, la guerre, la foi en l'humanité, comme d'autres beaucoup plus personnels comme son enfance, la peur de vieillir, le jeu, l'alcool ou son rapport à Dieu.
Il a joue d'autres morceaux solo en compagnie du violoniste Will Smith.
En 2016, Tim Steinfort part avec Jenny Woo au tournée aux États-Unis, dans le Midwest et en Californie aux côtés de groupes locaux. Il en a fait une vidéo reportage.

### Haymaker(2016-)
Tim Steinfort s'installe en 2016 en Tchéquie et il forme le groupe Haymaker. Le groupe Haymaker tourne en République Tchèque, Allemagne, Pologne et en Angleterre lors de mini festivals. Le premier mini-album produit par le groupe, We are Haymaker, est dans la pure tradition de Discharger des premiers albums de par son approche très brute (We Are Haymaker, First To Die, Hold On To Your Dreams), et qui en conserve également le style vestimentaire et l'approche Street Rock.
Tim Steinfort plonge ses racines dans un milieu de culture bourgeoise, mais ses thèmes de prédilection sont orientés vers le prolétariat. Sans concessions de par sa culture et ses textes, il défend dans ses compositions sa liberté de pensée tout en rejetant en bloc les extrêmes de droite et de gauche. Une vidéo virale d'un de ses concerts où il descend de scène pour frapper un spectateur effectuant un salut nazi s'est propagée sur les réseaux sociaux, montrant le rejet viscéral de Tim pour toute provocation idéologique. Il terminera la vidéo diffusée sur sa chaîne par un bandeau "For the Sake of Rock'n'Roll".
Fin 2017, Haymaker joue en Amérique-du-Sud et particulièrement au Brésil. Tim y réalise une vidéo reportage de la tournée et de la scène locale.
Les 17 et 18 novembre 2018, Haymaker donne ses premiers concerts en France au festival Streetpunk X Mas party à Saint-Brieuc, y effectuant finalement deux spectacles à la suite de l'annulation d'un autre groupe programmé.
En 2019, Tomas Ashtar est remplacé à la basse par Rick Groenewegen, dit  "The Prick". Haymaker effectuera son premier concert à Paris le 15 juin.

## Discographie

### AvecDischarger
- 2004 - Born Immortal - Rebellion Records
- 2006 - Our Hate Is Justified - Rebellion Records
- 2008 - The Sword Of Our Ancestors - Bandworm Records
- 2011 - Clockwork Patriots (Split Album avec Jenny Woo) - Randale Records
- 2013 - Desecrated Ground - Randale Records
- 2015 - Until We Die - Rebellion Records

#### Membres deDischarger
- Tim Steinfort - Chant, guitare
- Gwenn Neuteboom - Basse
- Richard Van De Waerdt - Guitare
- Ronny Hamersma - Batterie
- Quint Meerbeek - Batterie
- Olle Oele - Batterie

### AvecHaymaker
- 2017 - We Are Haymaker - Randale Records
- 2018 - We Apologize To Nobody

#### Membres deHaymaker
- Tim Steinfort - Chant, guitare
- Tomas Ashtar - Basse (2017 - mars 2019)
- Rick "The Prick" Groenewegen - Basse (mars 2019)
- Vlad the Bulldog - Batterie
- Christian Stobi - Batterie

### En solo
- 2015 - We Have Angered The Gods
- 2015 - When The Rain Falls - Randale Records